# Tetyra bipunctata
Tetyra bipunctata är en insektsart som först beskrevs av Herrich-schaeffer 1839.  Tetyra bipunctata ingår i släktet Tetyra och familjen sköldskinnbaggar. Inga underarter finns listade i Catalogue of Life.